# Château ducal de Villaines-en-Duesmois
Le château ducal de Villaines-en-Duesmois est avec ceux de Châtillon-sur-Seine et de Duesme un des plus importants châteaux ducaux de la Bourgogne septentrionale. Ses vestiges réduits à quatre tours d’angle font l’objet de restauration par une association locale.

## Localisation
Le château est isolé au nord de la motte de Villaines sur la rive droite du ruisseau de Laignes, en face du village.

## Historique
Dès 1002 une charte de l'abbaye de Flavigny mentionne l’existence d’une motte castrale repérée à 1 500 mètres au sud des vestiges du château.
Hugues IV de Bourgogne (1213-1272) achète la seigneurie en 1253. Philippe le Hardi (1342-1404) et Marguerite de Flandre (1350-1405) renforcent la place pour pouvoir résister aux grandes compagnies. Louis XI (1423-1483) y réside ensuite puis les princes de Condé.
Démantelé sur ordre royal en 1710 pour servir de carrière de pierres, il n'en subsiste que quatre des sept tours initiales. Le fossé à fond plat qui en fait le tour est rétabli en 2009. On peut voir dans le village un manoir remanié au XVIIIe siècle avec des pierres de la forteresse[réf. souhaitée].

## Description

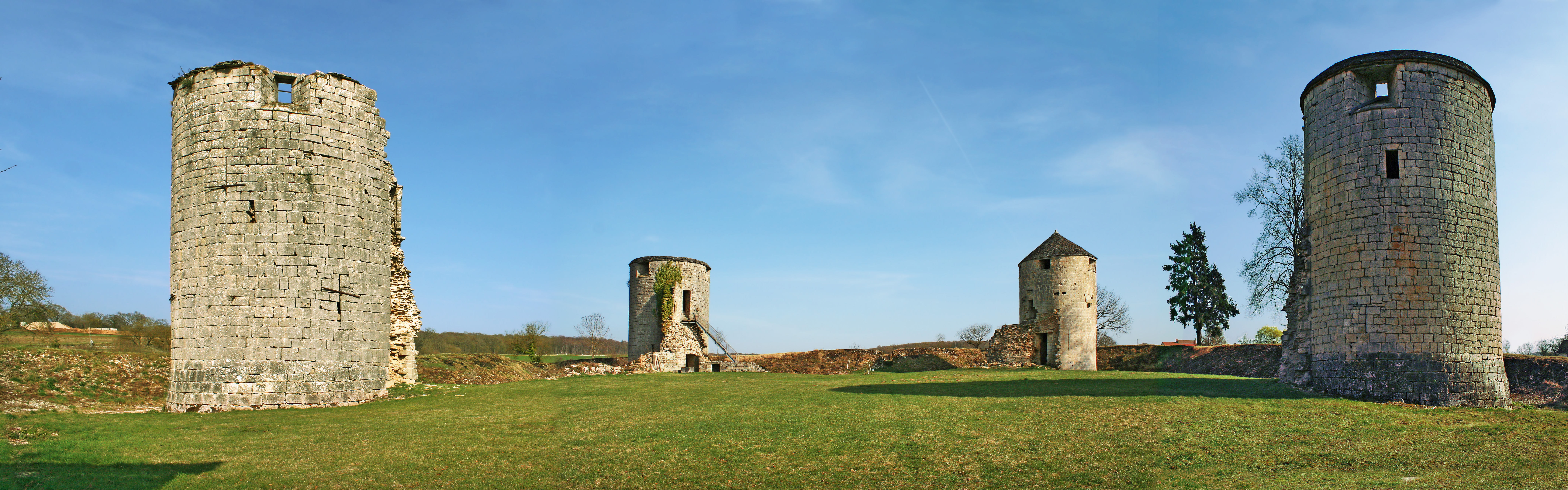
Les ruines du château ducal.

L'architecture générale semble avoir été des plus simples. Les quatre tours d’angle circulaires (XIIIe siècle) préservées définissaient un quadrilatère d'environ 50 mètres de côté. Les tours, équipées de canonnières de la fin du XVIe siècle, étaient reliées entre elles par un rempart dont celui situé côté village était percé d'une porte étroite, surmontée d'une tour carrée, ne permettant pas le passage des chariots. On y accédait par un pont-levis surplombant le fossé bordé à l'extérieur d'un talus et d'une palissade. À l'intérieur de l'enclos se trouvaient le donjon, la chapelle, une citerne et diverses dépendances, à l'extérieur des granges et d'autres dépendances.

## Restauration
Depuis les années 1980 le foyer culturel de Villaines-en-Duesmois prend en charge la restauration et l'entretien du site.
Dans une des tours restaurée du château se tient une exposition consacrée à la pierre du Châtillonnais (géologie, extraction, utilisation).

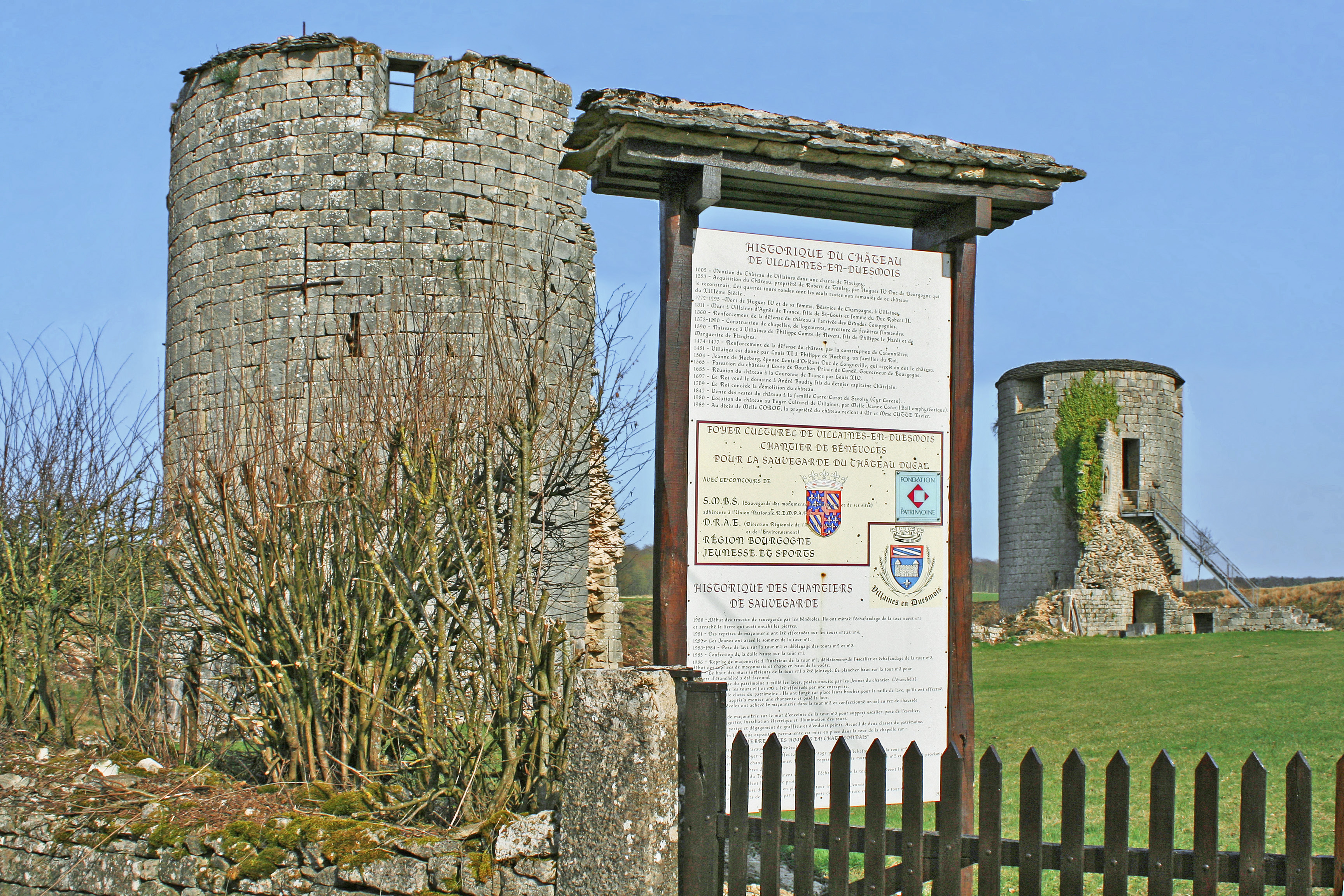
Accueil du site.
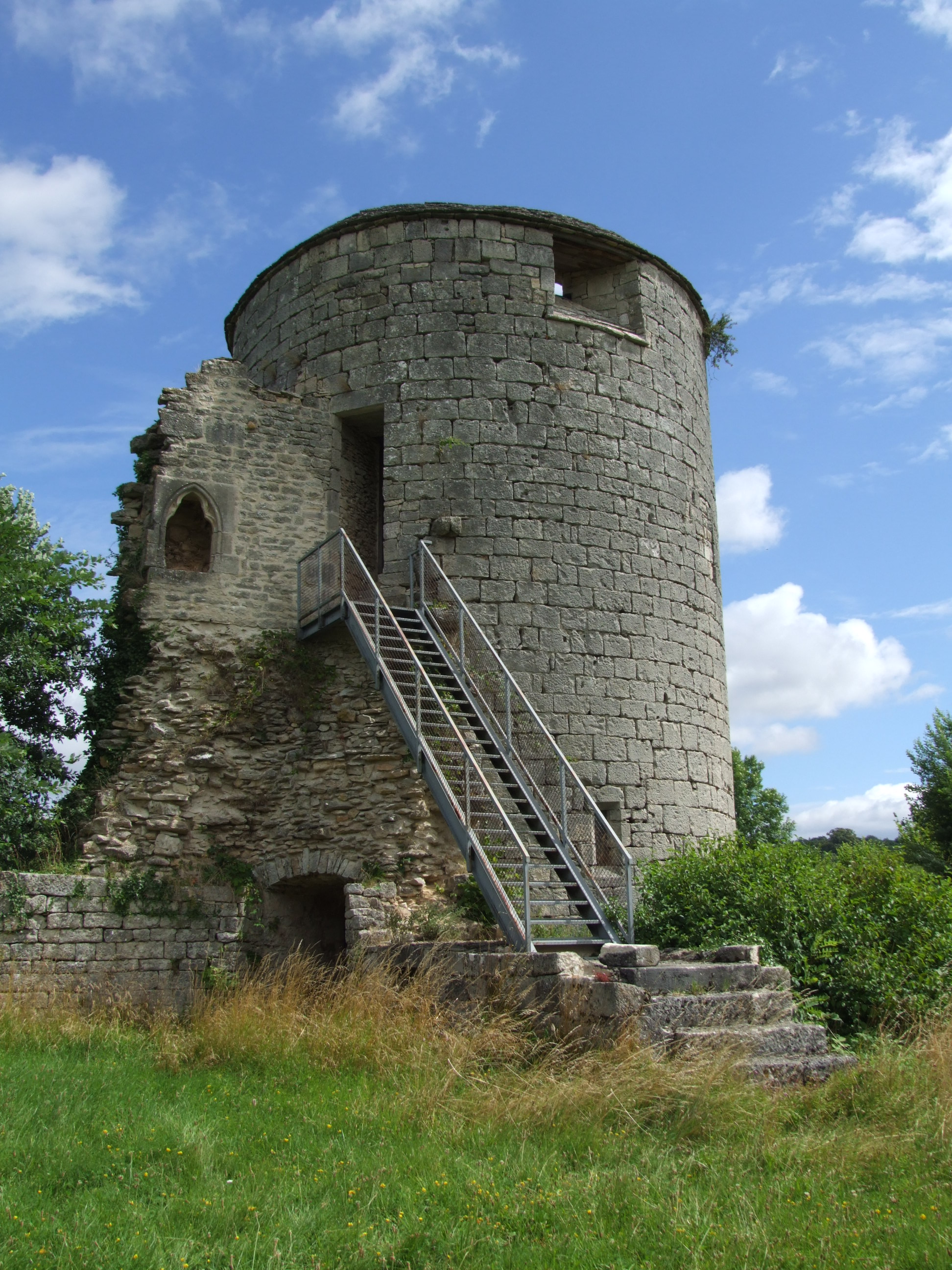
Aménagements sur la tour est.
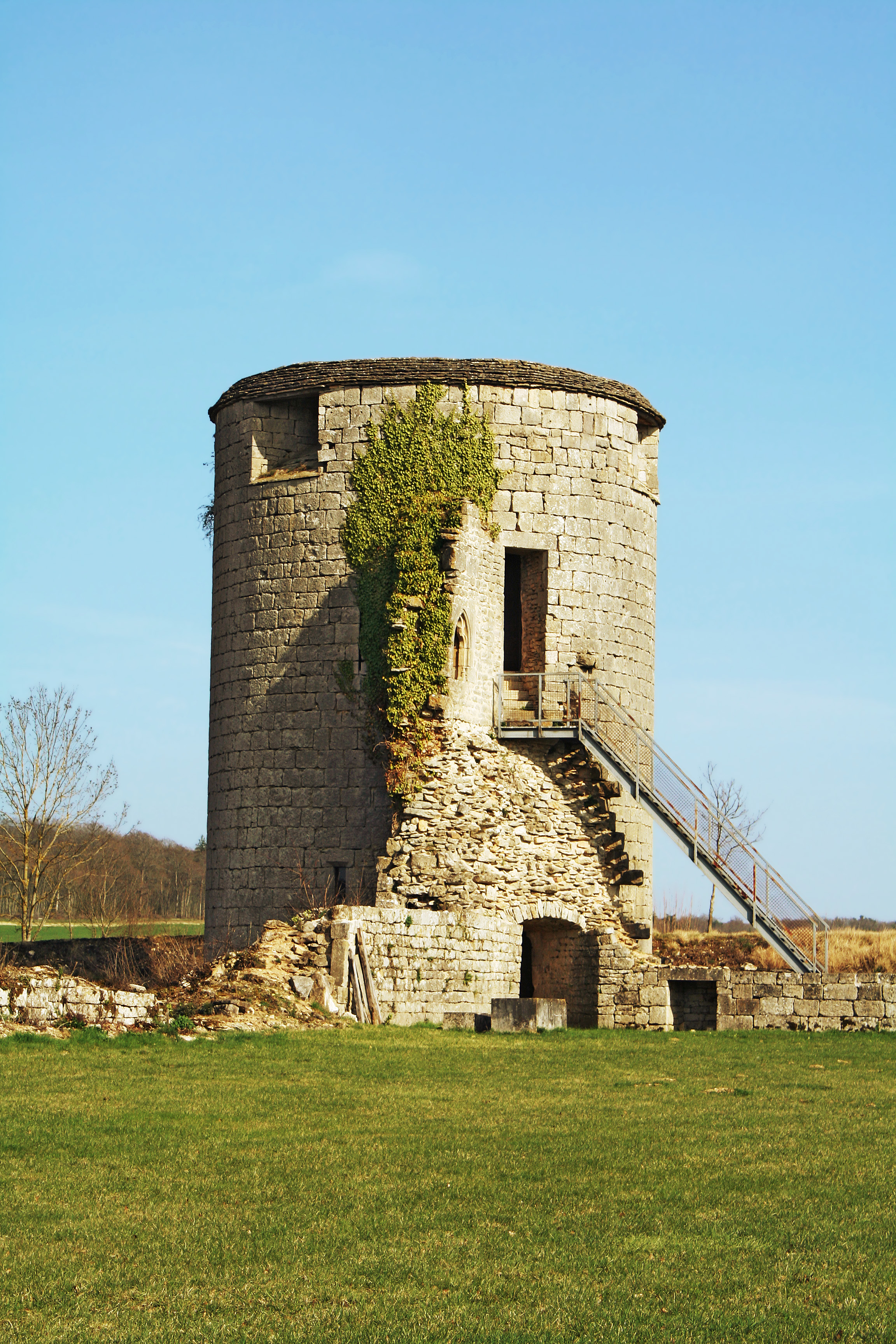
Tour est.
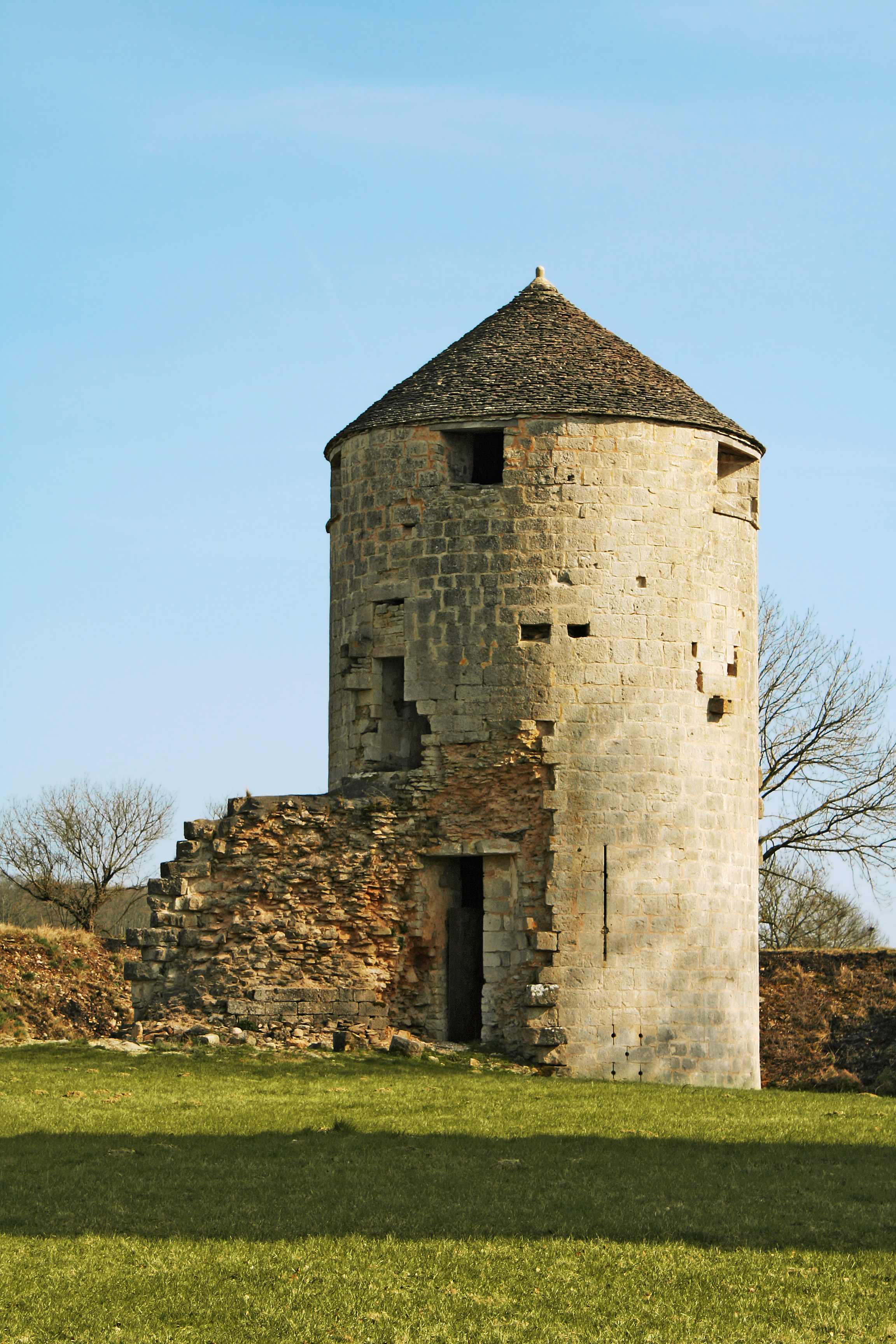
Tour sud.
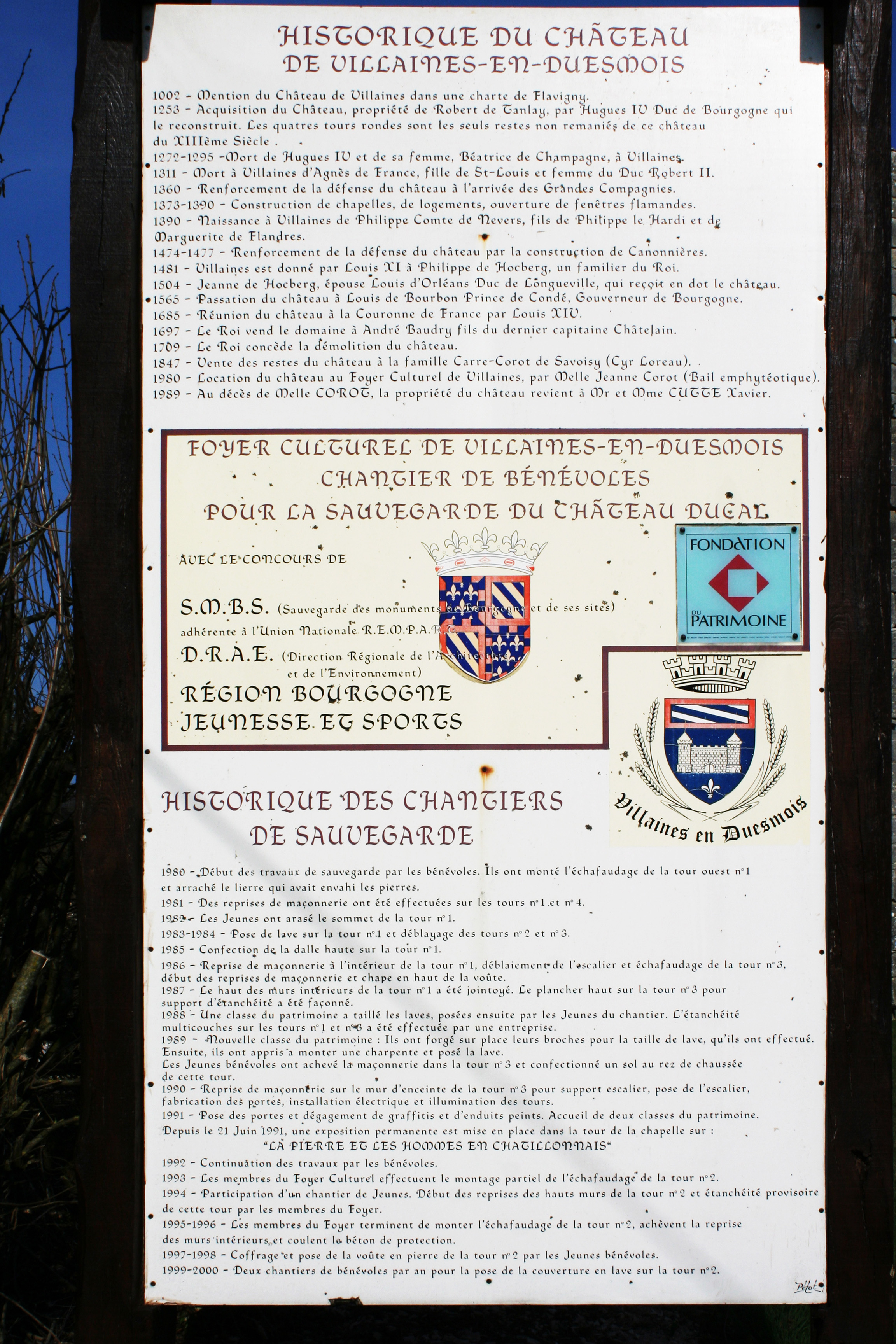
Information sur l'histoire et la sauvegarde.

## Annexe